# Kuno Brinks
Kuno Brinks, né le 24 mars 1908 à Bussum et mort le 9 octobre 1992 à Amsterdam, est un graphiste, dessinateur et graveur néerlandais.

## Biographie
Kuno Brinks naît le 24 mars 1908 à Bussum.
Il est l'élève de Charles Bakker (nl), Klaas van Leeuwen et de Huib Luns (nl). 
Pour son éducation, il fréquente le Rijksinstituut tot Opleiding van Tekenleraren et l'Académie royale des beaux-arts d'Amsterdam à Amsterdam.
Il travaille entre autres au Reclamebureau De la Mar, Amsterdam. Il conçoit du matériel publicitaire pour Philips, et pour les PTT (nl) , conçoit un certain nombre de timbres. Pour divers éditeurs, il est illustrateur de livres et concepteur de reliures.
À partir de 1936, il enseigne les arts graphiques à la Rijksacademie van Beeldende Kunsten d'Amsterdam et à partir de 1944, il y enseigne les arts graphiques.
En 1931, il épouse la peintre Lous Sluijters, fille du peintre Jan Sluijters.
Il a pour élèves : Hans Bouman (1914-1971), Maria van Everdingen (nl), Jan Groenestein, Bob ten Hoope, Koos van der Sluys, Pierre van Soest (nl), Lou Strik (nl), Jan Stroosma (nl), Erik Thorn Leeson, Toon van de Ven (nl), Peter Vos (nl) et Isa van der Zee (nl).

## Œuvres

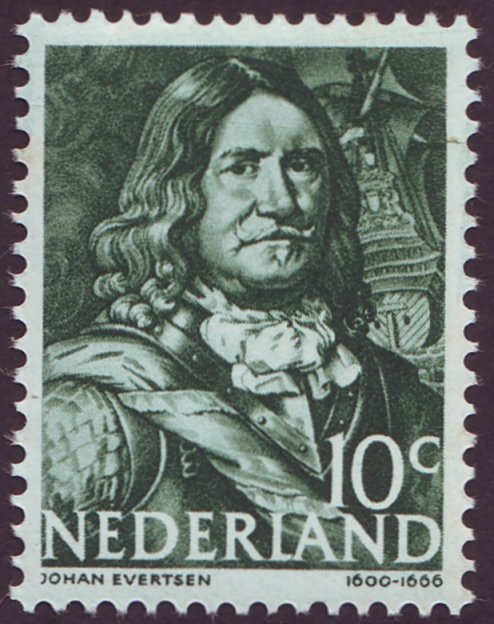
Johan Evertsen Postzegel 1943.
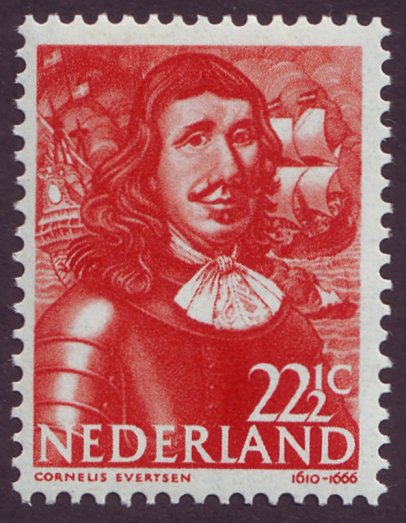
Cornelis Evertsen Postzegel 1943.
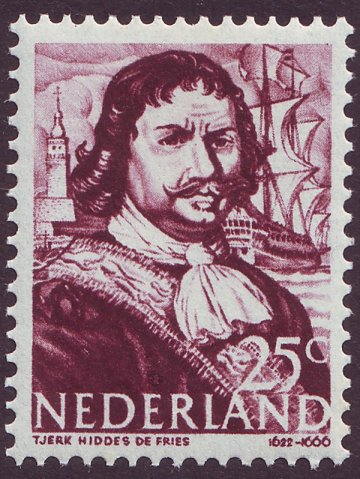
Tjerk Hiddes de Vries Postzegel 1943.
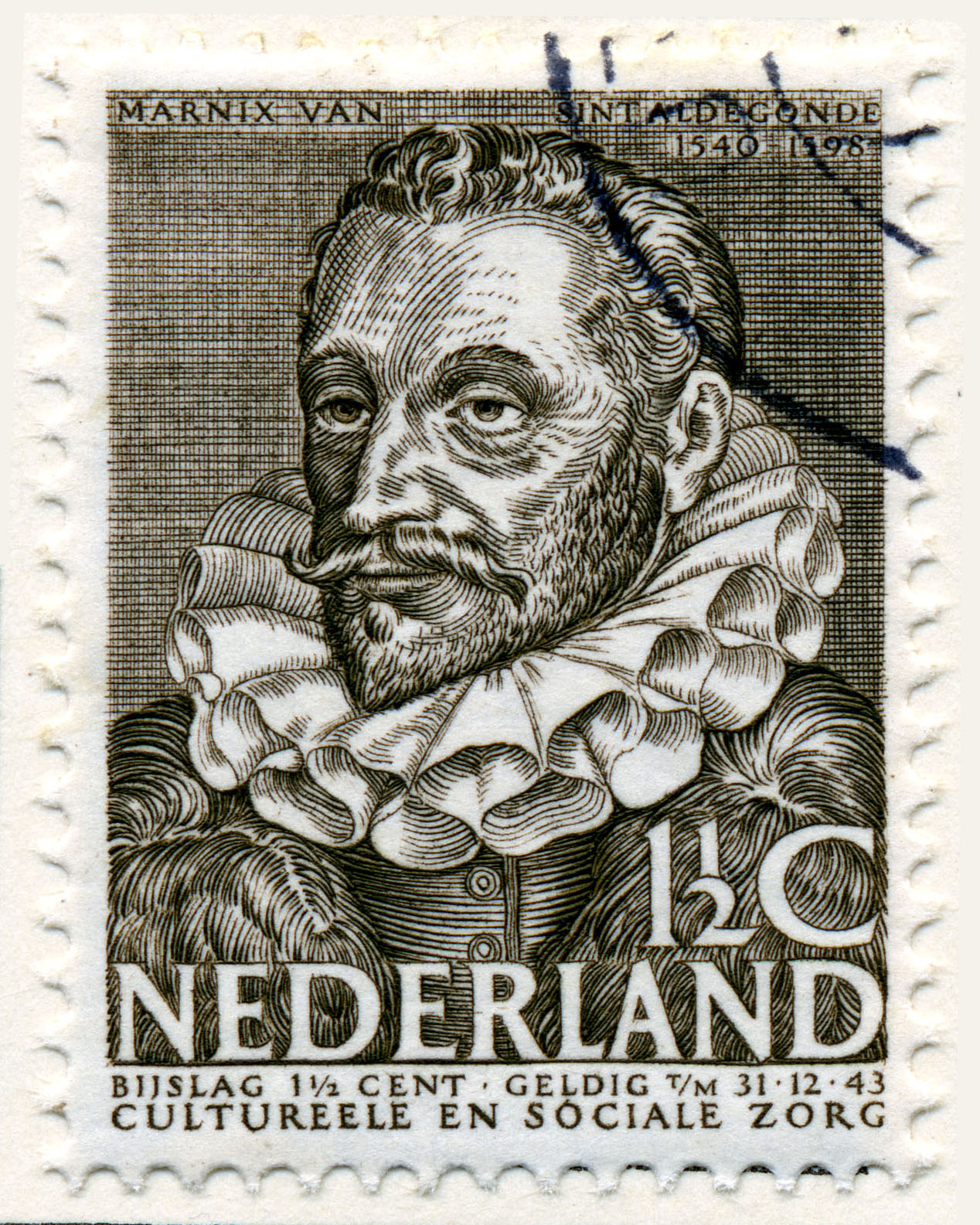
Philippe de Marnix de Sainte-Aldegonde Zomerzegel 1938.